# Октябр (Мамлютський район)
Октя́бр (каз. Октябрь) — село у складі Мамлютського району Північноказахстанської області Казахстану. Входить до складу Бікенського сільського округу.
До 16 серпня 1971 року село називалось Коксау.
Населення — 25 осіб (2021; 86 у 2009, 242 у 1999, 279 у 1989).
Національний склад станом на 1989 рік:
- казахи — 100 %.